# Servicio Social Austriaco
La Organización para el servicio en el extranjero es una organización fundada en 1998 por el Dr. Andreas Maislinger la cual no busca ganancias económicas o beneficios propios.
Ofrece la oportunidad de hacer el servicio civil en el extranjero durante 12 meses en un servicio alternativo. Este servicio al extranjero está disponible desde 1992. Esta iniciativa también proviene de Maislinger. Este mismo servicio alternativo ofrece tres distintos servicios: Servicio Austriaco de la Memoria (Gedenkdienst), Servicio Social Austriaco (Sozialdienst) y el Servicio Austriaco de la Paz (Friedensdienst).
El Servicio Social Austriaco ayuda al desarrollo socioeconómico del país y se puede unir a diferentes organizaciones. La Organización para el servicio en el extranjero ofrece numerosos distintas organizaciones con 84 (apartiv de julio de 2009) lugares para el servicio social, el servicio de la memoria y el servicio de la paz, con esto es una de las organizaciones más grandes para el servicio extranjero en Austria. Estas organizaciones están situadas en 5 continentes y 35 diferentes países, con distintas tareas y metas.
Algunas tareas son: ayudar a niños de la calle, ancianos e invalidos. Además provee medicamentos y ayuda a homosexuales. También hay proyectos ecológicos y de desarrollo para países del Tercer Mundo.

## Puestos del Servicio Social Austriaco
Alemania
- Marburg - Terra Tech

 Argentina
- Buenos Aires – Centro de atención Integral a la Niñez y Adolescencia

 Bélgica
- Bruselas – European Disability Forum

 Bielorrusia
- Minsk – Belarussian Children´s Hospice
- Minsk - 'Dietski dom no. 6' - Orfanato no.6
- Minsk – Kindergarten for Children with Special Needs

 Bosnia y Hercegovina
- Sarajevo –Phoenix Initiative

 Brasil
- Alagoinhas – Associação Lar São Benedito
- Lauro de Freitas – Centro Comunitário Cristo Libertador
- Río de Janeiro – Center for Justice and International Law (CEJIL)

 Chile
- Santiago - CTD Galvarino - Sename

China
- Qiqihar – China SOS Children´s Village Association Beijing, Ciudad de Qiqihar, Provincia de Helongjiang y Ciudad de

 Costa Rica
- La Gamba – Estación Biológica La Gamba

La Estación Biológica La Gamba es una institución austríaca, que sirve como base de investigación para científicos de todo el mudo. La Gamba inició además de proyectos como la reforestación y la creación de conciencia ambiental, proyectos sociales que apoyan a los habitantes. Nuestros servidores del extranjero La Gamba ayudan a mantener el funcionamiento de la estación y colaboran en muchos de los proyectos apodados.
- Puntarenas – Finca Sonador – Asociación de Cooperativas Europeas Longo Mai
- Puntarenas – Unión de Amigos para la Protección del Ambiente (UNAPROA)
- San Isidro – Asociación Vida Nueva

 Estados Unidos de América
- Nueva York – Gay Men´s Health Crisis

 Gabón
- Lambaréné – Hospital Albert Schweitzer

 Guatemala
- Quetzaltenango – Instituto de Formación e Investigación Municipal
- Santa Rosita – Casa Hogar Estudantil ASOL - Casa Hogar Estudiantil ASOL Archivado el 24 de abril de 2019 en Wayback Machine.

 India
- Auroville – Ausroville Action Group (AVAG)
- Dharmshala – Nishtha – Rural Health, Education and Environment Centre
- Dharmshala – Tibetan Children´s Village
- Dharmshala – Tibetan Welfare Office
- Kerala – Mata Amritanandamayi Mission

 Inglaterra
- Londres – Royal London Society for the Blind

 Israel
- Jerusalén – St. Vinzenz-Ein Karem

 Kenia
- Nairobi – Kenia Water for Health Organisation

 México
- San Cristóbal de las Casas - CIDECI (planeado)

 Nicaragua
- Granada - Fundación Casa de los tres mundos
- León - Campo Recreativo MILAVF

 Noruega
- Oslo – Jodisk Aldersbolig

Pakistán
- Lahore – SOS Children Villages Pakistan

 Perú
- Huancayo – Organización Parcial del Ministerio de la Salud de Perú
- Lima – Centro de Información y Educación para la Prevención del Abuso de Drogas (CEDRO)

 Polonia
- Cracovia – Polska Akcja Humanitarna

 República Checa
- Praga – Comunidad Judaica

 Rumania
- Iași - Nădejdea Copiilor din România

 Rusia
- Moscú - Together For Peace (TFP)
- Moscú - Centro de desarrollo social y perspectiva autoayuda

 Uganda
- Fort Portal – Mountains of the Moon University (MMU)
- Kabale – Diócesis Kabale – Bishops House